# 484 (číslo)
Čtyři sta osmdesát čtyři je přirozené číslo. Následuje po čísle čtyři sta osmdesát tři a předchází číslu čtyři sta osmdesát pět. Římskými číslicemi se zapisuje CDLXXXIV a řeckými číslicemi υπδ.

## Matematika
484 je:
- Deficientní číslo
- Složené číslo
- Palindromické číslo
- Druhá mocnina čísla 22
- Nešťastné číslo
- Součet číslic druhé mocniny čísla 484 (234 256) je odmocnina čísla 484[1]

## Astronomie
- (484) Pittsburghia je planetka hlavního pásu, kterou objevil v roce 1902 Max Wolf

## Roky
- 484
- 484 př. n. l.